# هریمن (یوتا)
هریمن (به انگلیسی: Herriman) شهری در ایالت یوتا کشور ایالات متحده آمریکا است که جمعیت آن در سرشماری سال ۲۰۱۰ میلادی، ۲۱٬۷۸۵ نفر بوده‌است.